# (8053) Kleist
(8053) Kleist ist ein Asteroid des inneren Hauptgürtels, der am 25. September 1960 von dem niederländischen Astronomenehepaar Cornelis Johannes van Houten und Ingrid van Houten-Groeneveld entdeckt wurde. Die Entdeckung geschah im Rahmen des Palomar-Leiden-Surveys, bei dem von Tom Gehrels mit dem 120-cm-Oschin-Schmidt-Teleskop des Palomar-Observatoriums aufgenommene Feldplatten an der Universität Leiden durchmustert wurden.
Der Asteroid gehört zur Nysa-Gruppe, einer nach (44) Nysa benannten Gruppe von Asteroiden (auch Hertha-Familie genannt, nach (135) Hertha).
(8053) Kleist wurde am 2. April 1999 nach dem Dramatiker, Erzähler, Lyriker und Publizisten Heinrich von Kleist (1777–1811) benannt. In der Widmung zur Benennung besonders hervorgehoben wurden seine Werke Das Käthchen von Heilbronn, Prinz Friedrich von Homburg oder die Schlacht bei Fehrbellin und Der zerbrochne Krug.